# Минский экспериментально-фурнитурный завод
ОАО «Минский экспериментально-фурнитурный завод» входит в состав Концерна «Беллегпром» и является единственным в Белоруссии производителем полного цикла спиральной и тракторной застежки-молнии, а также металлической и пластиковой фурнитуры, используемой при производстве текстильных, галантерейных изделий, обуви, форменной одежды, головных уборов, соединительной мебельной фурнитуры и др.

## История

### 1928
История предприятия началась в 1928 году с кузнечной артели «Красный Металлист», которая в довоенный период насчитывала 200 рабочих. Небольшой коллектив артели выпускал простые изделия, а также оказывал бытовые услуги в широком ассортименте: изготавливал галоши, гвозди, вулканизировал камеры к автомашинам, мотоциклам, велосипедам, ремонтировал часы, заряжал аккумуляторные батареи, ремонтировал примусы, велосипеды, пишущие машинки, изготавливал металлические емкости на 3-5 тонн для жидкого топлива, отливал алюминиевые горшки.

### Послевоенное время
Первой послевоенной продукцией предприятия стали металлические кровати, гвозди, детские коляски, саночки, велосипеды.

### 1956
В 1956 году артель была преобразована в завод металлоизделий, который в 1965 был переименован в Минский экспериментально-фурнитурный завод. С этого времени завод специализировался только на производстве фурнитуры для легкой промышленности СССР.

### 1973—1975
В 1973—1975 годах предприятие первым в СССР освоило выпуск витой застежки-молнии, которая пользовалась огромным спросом по всей стране. Для производства данной застежки-молнии было закуплено импортное оборудование фирмы «Оптилон» (Германия), проведено обучение специалистов на производственных площадях этой компании. Осуществлен I этап реконструкции завода, введены в строй два трехэтажных производственных корпуса, четырёхэтажный административно-бытовой корпус, складские и другие помещения.

### 1981—1991
В 1981—1986 годах завершена реконструкция завода. Построены ещё два производственных корпуса, введены в эксплуатацию гальванический цех и бытовой корпус.
К середине 1980-х численность работающих на Минском
экспериментально-фурнитурном заводе составила 1260 человек. Предприятие производило до 17 миллионов погонных метров застежки-молнии в год и около 600 видов фурнитуры. Министерствами легкой промышленности СССР и БССР коллективу неоднократно присуждались призовые места по итогам различных соревнований, завод заносился на Доску почета Советского района города Минска.

### Постсоветский период
Развал СССР, как ни странно, не привел к резкому ухудшению ситуации на заводе. Учитывая, что во всем бывшем Советском Союзе было четыре аналогичных завода, предприятие продолжало активно производить и реализовать свою продукцию. Однако разрыв стабильных хозяйственных связей между предприятиями оказал свое негативное влияние. Уже к 2000-у году объёмы производства и реализации стали уменьшаться из-за появления на рынке низкокачественной и дешёвой продукции из Юго-Восточной Азии. А в период 2000-х давление конкурентов только возрастало. Поэтому в конце 2000-х было принято решение о масштабном техническом перевооружении производства, осуществленного в 2010—2011 гг., в рамках которого было обновлено 80 % всего технологического оборудования. Это позволило вывести завод на качественно новый уровень, в основе которого современные подходы к производительности труда, качеству, энергоэффективности и экологичности производства. Было введено в эксплуатацию оборудование по производству спиральной застежки Тип 7 и литой (тракторной) Тип 5 и Тип 8. При этом литая (тракторная) застежка-молния стала одним из новых направлений деятельности завода.

### Настоящее время
ОАО «Минский экспериментально-фурнитурный завод» — единственный в Белоруссии производитель полного цикла застежки-молнии и фурнитуры для предприятий легкой промышленности. В настоящее время завод производит более 500 наименований фурнитуры и 5 миллионов погонных метров застежки-молнии в год.
В 2028 году завод отметит свой 100-летний юбилей